# 中村亮 (1981年生のサッカー選手)
中村 亮（なかむら りょう、1981年8月13日 - ）は、兵庫県神戸市須磨区出身の元サッカー選手、実業家。株式会社WithYou代表取締役。
選手時代のポジションはディフェンダー（DF）。

## 来歴
3歳でサッカーを始める。滝川第二高校在籍時には第77回選手権でベスト4に進出した。2000年に鹿屋体育大学に進学し、2003年には大学選抜としてユニバーシアードに参加するなど、大学サッカー界屈指のサイドバックとして注目を集めた。
2004年、Jリーグ・FC東京に加入するも、古傷の右膝痛や、右膝をかばったことによって他の箇所を負傷するなど力を見せる機会を欠いた。金沢浄らとのポジション争いに絡めず、2005年限りで戦力外となる。クラブは移籍先を探す意向を示したが中村自身が「1年後も怪我と戦ってるイメージしか湧かなかった」ことから現役を引退。
現役時代怪我に悩まされた経験からトレーニングメニューに気を配っており、フィットネスクラブでトレーナーを務めた。
その後モデルなどの芸能活動を経て、渡米。留学コンサルティングなどを手がける株式会社WithYouを創業、代表取締役に就いた。兵庫県神戸市に本社、東京都渋谷区に支社を持ち、毎年約100人のサッカー留学生を米国の大学へ送り込んでいる。

## 所属クラブ
- 神の谷FC[2]（神戸市立神の谷小学校）[1]
- 須磨FC[2]（神戸市立西落合中学校）[1]
- 1997-1999年 滝川第二高校
- 2000-2003年 鹿屋体育大学
- 2004-2005年  FC東京

## 個人成績
| 国内大会個人成績 | 国内大会個人成績 | 国内大会個人成績 | 国内大会個人成績 | 国内大会個人成績 | 国内大会個人成績 | 国内大会個人成績 | 国内大会個人成績 | 国内大会個人成績 | 国内大会個人成績 | 国内大会個人成績 | 国内大会個人成績 |
| 年度             | クラブ           | 背番号           | リーグ           | リーグ戦         | リーグ戦         | リーグ杯         | リーグ杯         | オープン杯       | オープン杯       | 期間通算         | 期間通算         |
| 年度             | クラブ           | 背番号           | リーグ           | 出場             | 得点             | 出場             | 得点             | 出場             | 得点             | 出場             | 得点             |
| 日本             | 日本             | 日本             | 日本             | リーグ戦         | リーグ戦         | リーグ杯         | リーグ杯         | 天皇杯           | 天皇杯           | 期間通算         | 期間通算         |
| ---------------- | ---------------- | ---------------- | ---------------- | ---------------- | ---------------- | ---------------- | ---------------- | ---------------- | ---------------- | ---------------- | ---------------- |
| 2000             | 鹿屋体大         |                  | -                | -                | -                | -                | -                | 1                | 0                | 1                | 0                |
| 2004             | FC東京           | 26               | J1               | 0                | 0                | 0                | 0                | 0                | 0                | 0                | 0                |
| 2005             | FC東京           | 26               | J1               | 0                | 0                | 0                | 0                | 0                | 0                | 0                | 0                |
| 通算             | 日本             | 日本             | J1               | 0                | 0                | 0                | 0                | 0                | 0                | 0                | 0                |
| 通算             | 日本             | 日本             | 他               | -                | -                | -                | -                | 1                | 0                | 1                | 0                |
| 総通算           | 総通算           | 総通算           | 総通算           | 0                | 0                | 0                | 0                | 1                | 0                | 1                | 0                |

## 代表・選抜歴
- 兵庫県選抜
  - 1998年
  - 1999年 - 兵庫県国体選抜・熊本大会
- 九州大学選抜
  - 2001年 - 第16回デンソーカップチャレンジサッカー (優秀選手[12])
  - 2002年 - 第17回デンソーカップチャレンジサッカー
- 全日本大学選抜
  - 2001年 - デンソーカップ2002日韓大学対抗戦
  - 2003年 - ユニバーシアード・大邱大会 (優勝)

## CM出演
- 2009年10月 三井住友VISAカード 「自動車保険もgo with Visa」篇
- 2009年11月 三井住友海上 「GK 大きな安心」篇
- 2010年6月 ソフトバンクモバイル 「スーパーサブ」篇[10]